# حمود الصقلي
حمود الصقلي أو حمود (باللاتينية : Chamut أو Hamut) هو أحد حكام الطوائف في إمارة صقلية، وكان في ثمانينات القرن العاشر آخر المعارضين للنورمان الذين بدأوا قبل عقدين من الزمن بإحتلال الجزيرة.

## سيرة شخصية
ينتمي حمود إلى أسرة شريفة تنتسب إلى علي بن أبي طالب، ويقول البعض أنه من سلالة الحموديون الأدارسة. وفي صقلية حكمت عائلته كل الأراضي من مدينة إنا إلى جرجنت.
في عام 1086، بعد وفاة ابن عباد أمير سرقوسة، ظلت أعداد قليلة من الحصون المدن فقط بيد المسلميين في صقلية، بما في ذلك إنا ونوتو وبوتيرا. تعرض حمود، أمير إنا وجرجنت، لهجوم من قبل الزعيم النورماندي روجر الأول، الذي أعلن الحرب ضده يوم 11 أبريل 1086 وذلك بمحاصرة جرجنت، إحدى إقطاعياته. وفي 25 يوليوز من نفس العام، سقطت مدينة جرجنت في أيدي النورمانديين الذين أسروا زوجة الأمير وأطفاله. قرر بعد ذلك، وفي حالة من اليأس، التفاوض مع الملك روجر. ومع ذلك، خوفًا من غضب شعبه إذا أعلن أنه سيسلم مدينة إنا للمسيحيين، اتفق حمود مع الزعيم النورماندي على مغادرة المدينة في يوم محدد والسماح لنفسه بالوقوع في كمين عن قصد. وحدثت الأمور كما هو متفق عليه، وتحول حمود أسير روجر إلى الكاثوليكية خوفا على زوجته وأبنائه وعمده جيرلاند أسقف أجريجنتو، وبعد أن استعاد حريته، حصل على ممتلكات كبيرة في كالابريا.

## فهرس
- فرديناند شالاندون ،Histoire de la domination normande en Italie et en Sicile، باريس : الى. بيكارد. 1907.